# Phlogophora nigroplumbea
Phlogophora nigroplumbea là một loài bướm đêm trong họ Noctuidae.